# سيلفي تيستو
سيلفي تيستو (بالفرنسية: Sylvie Testud)‏ (ولدت في 17 يناير 1971) ممثلة ومخرج أفلام فرنسية، بدأت حياتها المهنية في عام 1991. فازت ب جائزة سيزار للممثلة الواعدة عن دورها في الخادمات القاتلات (2000)، و جائزة سيزار لأفضل ممثلة الخوف والارتجاف(2003) و جائزة الفيلم الأوروبي لأفضل ممثلة عن دورها في فيلم لورد (2009). وتشمل أدوارها الأخرى فيلم بيوند سيلنس (1996)، و لا في إن روز (2007)، و النساء الفرنسيات (2014).

## مسيرتها المهنية
سيلفي تستو من مدينة ليون فقد صعدت إلى باريس لتدخل الكونسرفاتوار ثم بدأت حياتها المهنية في ألمانيا في فيلم «أبعد من الصمت» للمخرجة كارولين لينك وذلك في العام 1996، وهو الفيلم الذي أهلها للحصول على جائزة أفضل ممثلة في مهرجان «دوتش فيلم برايس» الألماني وفي فرنسا عرفها الجمهور لأول مرة مع فيلم «كارنفال» للمخرج توماس فنسان ثم توالت الأفلام التي عملت فيها مع مختلف المخرجين والتي تألقت فيها جميعا.

## روابط خارجية
- سيلفي تيستو على موقع IMDb (الإنجليزية)
- سيلفي تيستو على موقع مونزينجر (الألمانية)
- سيلفي تيستو على موقع قاعدة بيانات الأفلام العربية
- سيلفي تيستو على موقع ألو سيني (الفرنسية)
- سيلفي تيستو على موقع ميوزك برينز (الإنجليزية)
- سيلفي تيستو على موقع تيرنر كلاسيك موفيز (الإنجليزية)
- سيلفي تيستو على موقع أول موفي (الإنجليزية)
- سيلفي تيستو على موقع قاعدة بيانات الأفلام السويدية (السويدية)
- سيلفي تيستو على موقع ديسكوغز (الإنجليزية)
- سيلفي تيستو على موقع قاعدة بيانات الفيلم (الإنجليزية)
- Sylvie Testud at Actricesdefrance.org